# Skate Helena
Skate Helena é uma competição internacional de patinação artística no gelo de nível sênior, júnior, noviço e níveis menores, sediado na cidade de Belgrado, Sérvia. Até 2007 foi disputado como Cup Helena Pajović.

## Edições
Cup Helena Pajović
| Ano        | Edição               | Cidade sede          | Sênior               | Sênior               | Sênior               | Júnior               | Júnior               | Júnior               | Noviço               | Noviço               | Noviço               | Ref                  |
| Ano        | Edição               | Cidade sede          | M                    | F                    | D                    | M                    | F                    | D                    | M                    | F                    | D                    | Ref                  |
| ---------- | -------------------- | -------------------- | -------------------- | -------------------- | -------------------- | -------------------- | -------------------- | -------------------- | -------------------- | -------------------- | -------------------- | -------------------- |
| 2001       | 1.ª                  | Belgrado             | •                    | •                    | •                    | •                    | •                    | •                    | –                    | –                    | –                    | [ 1 ]                |
| 2002       | Competição cancelada | Competição cancelada | Competição cancelada | Competição cancelada | Competição cancelada | Competição cancelada | Competição cancelada | Competição cancelada | Competição cancelada | Competição cancelada | Competição cancelada | Competição cancelada |
| 2003       | 2.ª                  | Belgrado             | •                    | •                    | –                    | •                    | •                    | •                    | •                    | •                    | •                    | [ 2 ]                |
| 2004– 2005 | Não houve competição | Não houve competição | Não houve competição | Não houve competição | Não houve competição | Não houve competição | Não houve competição | Não houve competição | Não houve competição | Não houve competição | Não houve competição | Não houve competição |
| 2006       | 3.ª                  | Belgrado             | —                    | —                    | —                    | —                    | —                    | —                    | —                    | —                    | —                    | [ 3 ]                |
| 2007       | 4.ª                  | Belgrado             | —                    | —                    | —                    | —                    | —                    | —                    | —                    | —                    | —                    | [ 4 ]                |

Skate Helena
| Ano  | Edição | Cidade sede | Sênior | Sênior | Júnior | Júnior | Noviço | Noviço | Ref    |
| Ano  | Edição | Cidade sede | M      | F      | M      | F      | M      | F      | Ref    |
| ---- | ------ | ----------- | ------ | ------ | ------ | ------ | ------ | ------ | ------ |
| 2008 | 1.ª    | Belgrado    | –      | –      | –      | •      | •      | •      | [ 5 ]  |
| 2009 | 2.ª    | Belgrado    | –      | –      | •      | •      | •      | •      | [ 6 ]  |
| 2010 | 3.ª    | Belgrado    | –      | –      | •      | •      | •      | •      | [ 7 ]  |
| 2011 | 4.ª    | Belgrado    | –      | –      | •      | •      | –      | •      | [ 8 ]  |
| 2012 | 5.ª    | Belgrado    | –      | –      | •      | •      | •      | •      | [ 9 ]  |
| 2013 | 6.ª    | Belgrado    | –      | •      | •      | •      | •      | •      | [ 10 ] |
| 2014 | 7.ª    | Belgrado    | •      | •      | •      | •      | •      | •      | [ 11 ] |
| 2015 | 8.ª    | Belgrado    | –      | •      | •      | •      | •      | •      | [ 12 ] |
| 2016 | 9.ª    | Belgrado    | •      | •      | •      | •      | •      | •      | [ 13 ] |
| 2017 | 10.ª   | Belgrado    | •      | •      | •      | •      | •      | •      | [ 14 ] |
| 2018 | 11.ª   | Belgrado    | –      | •      | •      | •      | •      | •      | [ 15 ] |

## Lista de medalhistas

### Sênior

#### Individual masculino
| Evento                   | Ouro                                             | Prata                                            | Bronze                                           |
| Belgrado 2001 (detalhes) | Naiden Borichev · Bulgária                       | Vladimir Belomoin · Uzbequistão                  | nenhum outro competidor                          |
| 2002                     | Competição cancelada                             | Competição cancelada                             | Competição cancelada                             |
| Belgrado 2003 (detalhes) | Trifun Živanović · Sérvia e Montenegro           | Naiden Borichev · Bulgária                       | nenhum outro competidor                          |
| 2004–2005                | Não houve competição                             | Não houve competição                             | Não houve competição                             |
| 2006–2007                |                                                  |                                                  |                                                  |
| 2008–2013                | Não houve disputa do individual masculino sênior | Não houve disputa do individual masculino sênior | Não houve disputa do individual masculino sênior |
| Belgrado 2014 (detalhes) | Michael Christian Martinez · Filipinas           | nenhum outro competidor                          | nenhum outro competidor                          |
| 2015                     | Não houve disputa do individual masculino sênior | Não houve disputa do individual masculino sênior | Não houve disputa do individual masculino sênior |
| Belgrado 2016 (detalhes) | Tomi Pulkkinen · Finlândia                       | Roman Galay · Finlândia                          | Burak Demirboga · Turquia                        |
| Belgrado 2017 (detalhes) | Mattia Dalla Torre · Itália                      | nenhum outro competidor                          | nenhum outro competidor                          |
| 2018                     | Não houve disputa do individual masculino sênior | Não houve disputa do individual masculino sênior | Não houve disputa do individual masculino sênior |

#### Individual feminino
| Evento                   | Ouro                                            | Prata                                           | Bronze                                          |
| Belgrado 2001 (detalhes) | Sabina Wojtala · Polônia                        | Anastasia Gimazetdinova · Uzbequistão           | Daria Zuravicki · Israel                        |
| 2002                     | Competição cancelada                            | Competição cancelada                            | Competição cancelada                            |
| Belgrado 2003 (detalhes) | Tamara Dorofejev · Hungria                      | Anja Bratec · Eslovênia                         | nenhum outro competidor                         |
| 2004–2005                | Não houve competição                            | Não houve competição                            | Não houve competição                            |
| 2006–2007                |                                                 |                                                 |                                                 |
| 2008–2012                | Não houve disputa do individual feminino sênior | Não houve disputa do individual feminino sênior | Não houve disputa do individual feminino sênior |
| Belgrado 2013 (detalhes) | Daša Grm · Eslovênia                            | Isabelle Pieman · Bélgica                       | nenhum outro competidor                         |
| Belgrado 2014 (detalhes) | Juulia Turkkila · Finlândia                     | Emilia Toikkanen · Finlândia                    | Helena Stenbacka · Finlândia                    |
| Belgrado 2015 (detalhes) | Viveca Lindfors · Finlândia                     | Alisson Krystle Perticheto · Filipinas          | Anita Kapferer · Áustria                        |
| Belgrado 2016 (detalhes) | Fruzsina Medgyesi · Hungria                     | Liubov Efimenko · Finlândia                     | Sila Saygi · Turquia                            |
| Belgrado 2017 (detalhes) | Natasha McKay · Reino Unido                     | Kristen Spours · Reino Unido                    | Karly Robertson · Reino Unido                   |
| Belgrado 2018 (detalhes) | Eliška Březinová · República Tcheca             | Kerstin Frank · Áustria                         | Nina Letenayova · Eslováquia                    |

#### Dança no gelo
| Evento                   | Ouro                                                                                 | Prata                                                                                | Bronze                                                                               |
| Belgrado 2001 (detalhes) | Natalia Gudina · Alexei Beletski · Israel                                            | Agnieszka Dulej · Sławomir Janicki · Polônia                                         | Anna Markina · Dmitri Nigirish · Rússia                                              |
| 2002–2005                | 2002, 2004–05: Não houve competição; 2003: Não houve disputa da dança no gelo sênior | 2002, 2004–05: Não houve competição; 2003: Não houve disputa da dança no gelo sênior | 2002, 2004–05: Não houve competição; 2003: Não houve disputa da dança no gelo sênior |
| 2006–2007                |                                                                                      |                                                                                      |                                                                                      |
| 2008–2018                | Não houve disputa da dança no gelo sênior                                            | Não houve disputa da dança no gelo sênior                                            | Não houve disputa da dança no gelo sênior                                            |